# Antoine Dezarrois
Antoine François Dezarrois, né à Mâcon le 11 septembre 1864 et mort le 6 janvier 1939 à Fontenay-aux-Roses, est un graveur au burin français.

## Biographie
Antoine Dezarrois est l'élève de Louis-Pierre Henriquel-Dupont, Jean-Léon Gérôme et André-Joseph Allar. Il expose au Salon des artistes français dès 1891, année où il obtient une mention honorable. Prix de Rome en taille douce (1892), il remporte aussi une médaille de 1re classe au Salon de 1896.
Médaille d'argent à l'Exposition universelle de 1900, il reçoit une médaille d'honneur en 1909, année où il est classé en hors-concours au Salon. 
Chevalier de la Légion d'honneur (1910), il présente au Salon de 1929 une estampe originale au burin : Portrait de Georges Lecomte, de l'Académie française.

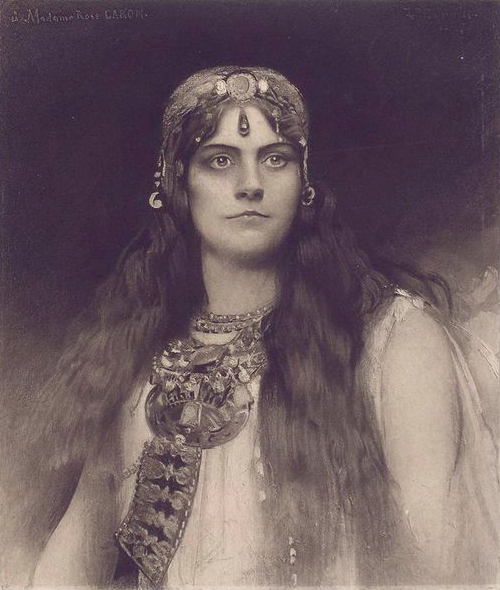
Rose Caron dans Salammbô d'Ernest Reyer, gravure de Dezarrois.

## Élèves
- Jean Chaudeurge
- René Cottet
- Jean Couy
- Albert Decaris
- Pierre Gandon